# Бакшеиха
Бакшеиха — деревня в Талдомском районе Московской области России. Входит в состав сельского поселения Квашёнковское. Население — 9 чел. (2010).

## География
Расположена на севере Московской области, в северной части Талдомского района, примерно в 17 км к северу от центра города Талдома, на правом берегу впадающей в Угличское водохранилище реки Хотчи. Связана автобусным сообщением с районным центром. Ближайшие населённые пункты — деревни Бабахино, Бобровниково, Волково и Кишкиниха.

## Население
| 1859 | 1888 | 1926 | 2002 | 2006 | 2010 |
| ---- | ---- | ---- | ---- | ---- | ---- |
| 152  | ↗173 | ↗215 | ↘3   | ↘2   | ↗9   |

## История
В «Списке населённых мест» 1862 года Бакшеиха — владельческая деревня 2-го стана Калязинского уезда Тверской губернии по левую сторону Дмитровского тракта, в 43 верстах от уездного города, при колодце, с 18 дворами и 152 жителями (74 мужчины, 78 женщин).
По данным 1888 года входила в состав Белгородской волости Калязинского уезда, проживало 32 семьи общим числом 173 человека (78 мужчин, 95 женщин).
В 1915 году — 40 дворов.
В 1922 году деревня вошла в состав Гражданской волости Ленинского уезда Московской губернии, образованной путём слияния Белгородской и Ново-Семёновской волостей Калязинского уезда Тверской губернии.
По материалам Всесоюзной переписи населения 1926 года — деревня Бобровниковского сельского совета Гражданской волости Ленинского уезда, проживало 215 жителей (95 мужчин, 120 женщин), насчитывалось 44 хозяйства, среди которых 42 крестьянских, имелась маслобойня.
С 1929 года — населённый пункт в составе Ленинского района Кимрского округа Московской области.
Постановлением ЦИК и СНК от 23 июля 1930 года округа́ как административно-территориальные единицы были ликвидированы. Постановлением Президиума ВЦИК от 27 декабря 1930 года городу Ленинску было возвращено историческое наименование Талдом, а район был переименован в Талдомский.
В 1960 году Бобровниковский сельсовет был упразднён, а все его селения переданы Квашёнковскому сельсовету.
1963—1965 гг. — Бакшеиха в составе Дмитровского укрупнённого сельского района.
В 1994 году Московской областной думой было утверждено положение о местном самоуправлении в Московской области, сельские советы как административно-территориальные единицы были преобразованы в сельские округа.
1994—2006 гг. — деревня Квашёнковского сельского округа Талдомского района.
2006—2009 гг. — деревня сельского поселения Ермолинское.
В 2009 году деревня Бакшеиха вошла в состав сельского поселения Квашёнковское Талдомского муниципального района Московской области, образованного путём выделения из состава сельского поселения Ермолинское.